# Cappella dell'Immacolata (Contrada)
La cappella dell'Immacolata Concezione è un luogo di culto cattolico situato nella frazione di San Bernardo, in località Contrada, nel comune di Stella in provincia di Savona. La chiesa si trova lungo la vecchia strada che collegava la frazione di Stella San Bernardo a Stella San Giovanni.

## Storia e descrizione

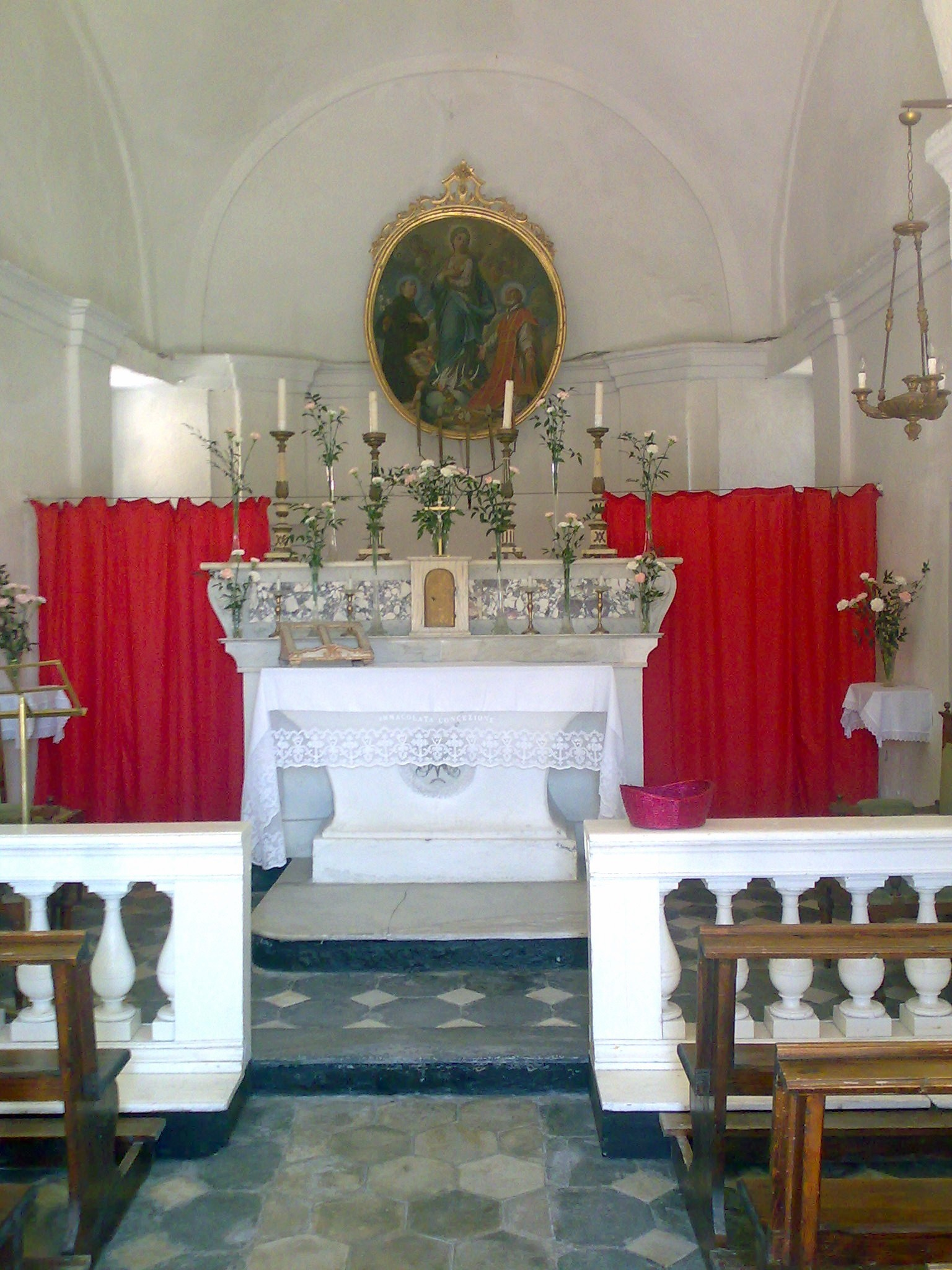
L'interno

La cappella è di modeste dimensioni, a navata unica con volta a botte, piccolo campanile sul lato sinistro collegato alla sagrestia.
All'interno presenta presbiterio con balaustre in legno e altare in pietra e calce, dietro al quale spicca una bella tela rappresentante l'Immacolata Concezione con san Filippo Neri e sant'Antonio di Padova, databile seconda metà del Settecento. Lo stesso soggetto è ripreso da una pittura realizzata al centro della volta negli anni ottanta del secolo scorso.
La Messa viene celebrata solitamente una volta all'anno l'8 dicembre.